# Димитър Куцаров
Димитър Демиров Куцаров е български бизнесмен и председател на Сдружение „България си ти!“. Той организира редица програми, инициативи и каузи в подкрепа на българските деца и с цел морално и материално подпомагане на български граждани от многодетни семейства, хора в неравностойно социално положение, социални институции.

## Биография
Роден е на 23 май 1958 г. в с. Градинарово, Варненска област. Димитър Куцаров учи в началното училище в село Снежина, после в Провадия и Варна. Постъпва във Военно-морското училище във Варна и същата година се прехвърля в школата на МВР в София. След 2 години е отстранен поради „прозападна ориентация“.
Възстановява правата си 3 години по-късно и през 1985 г. завършва инженерна специалност в Трети факултет. Димитър Куцаров има две деца.

## Обществена дейност
Димитър Куцаров и група ентусиасти основават през 2012 г. Сдружение „България си ти!“.

## Кариера
Димитър Куцаров работи в СДВР до 1991 г., когато основава първата частна охранителна компания – „Бодигард Файър К“ ЕООД, специализирана в охраната на VIP личности и детективска дейност (1991). Съучредител на организацията на частните охранители и детективи „Евросекюрити груп“. Сътрудници на компанията работят в почти всички европейски държави, САЩ, Израел и Русия. Инициира и организира международни конференции в София по проблемите на сигурността на чуждестранните инвестиции в България, в която вземат участие представители на 12 държави (2003). Организира Втора международна конференция на тема: „Взаимодействието на частните охранителни фирми в Европейската общност с полицейските структури“. На конференцията присъстват и вземат участие представители на дипломатическия корпус, на държавните институции, на МВР, на частни охранителни фирми от Европа и България (2005). Организира Първия международен форум за борба с организираната престъпност и корупцията в България, който е открит от Майкъл Хъмфрис, посланик на представителството на Европейската комисия в България тогава. В събитието вземат участие известни европейски политици, общественици, дипломати, представители на Европейската комисия, специалисти, духовни дейци (2007). Широк отзвук в България и чужбина имат предложените от г-н Димитър Куцаров идеи за обединяване усилията на дружествата за частна охранителна дейност с цел създаване на климат на сигурност и безопасност на деловите отношения. Като управител на „Бългериън Файналтач Кънсалтинг“ ЕООД организира кръгла маса на високо ниво на „Атлантик кансъл“ в София на тема „Енергийната независимост на България в разширения черноморски регион: публично-частно партньорство“. Събитието се провежда на 1 и 2 март 2010 г., със съдействието на Министерството на външните работи и Министерството на икономиката, енергетиката и туризма. Г-н Куцаров организира международна конференция на тема „Религията в полза на човека“ в София на 3 и 4 август 2011 г., която получава широк отзвук сред обществото. В конференцията участват представители от общо 22 държави, сред които бяха Висши духовници от три религии – главният равин на Израел Меир Лао, Техни Високопреосвещенства от Гърция, Русия, Румъния, мюфтии от Турция и др.
Инициативен комитет издига кандидатурата на Куцаров за президент на Република България през 2011 г.
В подкрепа на каузата „Да защитим българската гора“ Куцаров организира концерт в село Снежина, община Провадия през 2011.
Работата на Димитър Куцаров го среща с Бил Клинтън, Фидел Кастро и други видни личности.